# Timjansnyltrot
Timjansnyltrot (Orobanche alba) är en art i familjen snyltrotsväxter. Timjansnyltrot saknar klorofyll och parasiterar på backtimjan (Thymus serpyllum) och växer på torr kalkrik mark. Örten är flerårig och kan bli upp till 30 cm hög. Blomningen sker i juli med rödbruna till gulaktiga blommor som sitter i en fåblommig gles klase. Kronan är vid basen körtelhårig, brett tubformad och har ett vitaktigt tvåläppigt bräm vars tre nedre flikar är fransiga av körtelhår. Ståndarsträngarna är håriga och märket är rött. Blommans stödblad är lansettlikt, ungefär lika långt som kronan och saknar förblad. Ståndarsträngarna är håriga med rött märke. Timjansnyltrotens foder av två i spetsen hela foderblad och de körtelhåriga nedre kronflikarna är kännetecknande egenskaper som skiljer den från andra i Sverige förekommande arter i snyltrotssläktet.
Det latinska artnamnet alba betyder vit och anspelar på att växten saknar klorofyll.

## Utbredning
Timjansnyltroten är en vanligt förekommande i Centraleuropa, men är i Sverige fridlyst och förekommer endast på Öland och Gotland. Första fynduppgift i Sverige är från Torsburgen på Gotland år 1841.

## Externa länkar

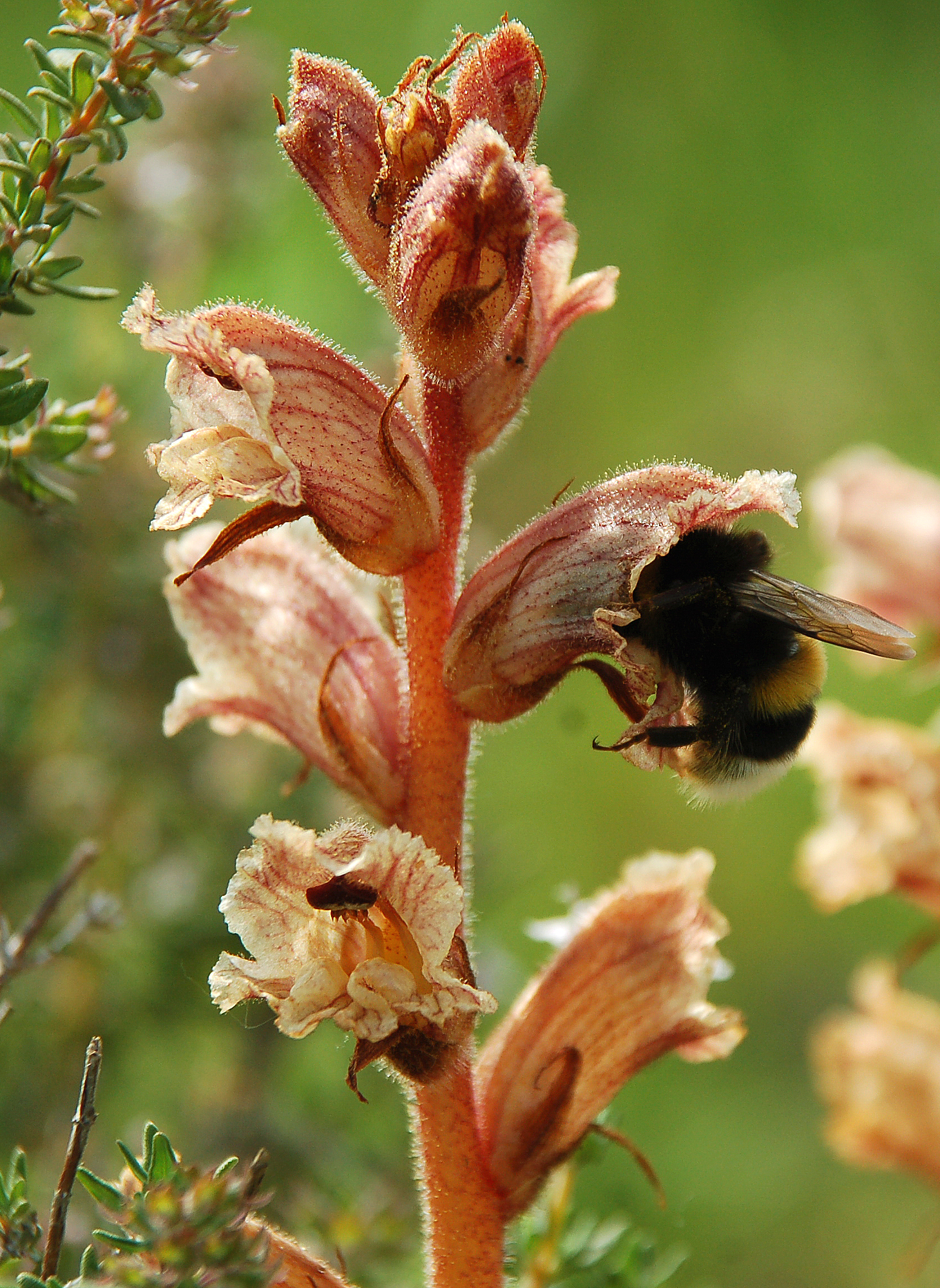